# Münchhausen-Trilemma

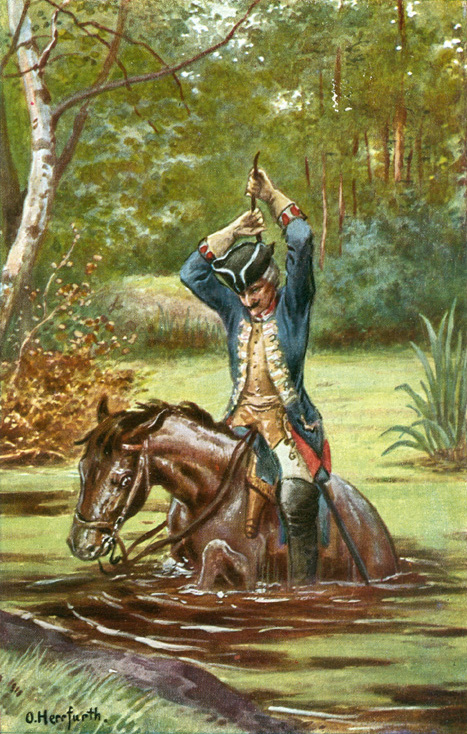
Il Barone di Münchhausen si tira fuori da un pantano tirandosi per i capelli (illustrazione da Oskar Herrfurth)

Il Münchhausen-Trilemma, chiamato anche trilemma di Agrippa, è un termine coniato dal filosofo Hans Albert per definire l'impossibilità di provare qualsiasi verità assolutamente certa, eccetto le tautologie. È definito trilemma perché pone tre possibilità, di cui nessuna riesce a soddisfare l'assoluta certezza necessaria a fondare una conoscenza, e il suo nome proviene ironicamente dal Barone di Münchhausen, che si dice sia riuscito a tirarsi fuori da una pozza di fango tirandosi per i capelli.

## Il Trilemma
Se di una qualsiasi affermazione non tautologica domandiamo "come faccio a sapere se sia vera?" possiamo fornire una dimostrazione, ma riguardo a quest'ultima possiamo porci la stessa domanda con conseguente dimostrazione, e così via. Il Münchhausen-Trilemma constata che ci sono soltanto tre modi di fornire una dimostrazione a una qualsivoglia affermazione non tautologica:
- l'argomentazione circolare, in cui affermazione e dimostrazione dipendono l'una dall'altra (es. si utilizza l'affermazione da dimostrare all'interno della dimostrazione);
- l'argomentazione regressiva, in cui ogni dimostrazione richiede un'ulteriore dimostrazione (es. si continuano a fornire dimostrazioni potenzialmente per sempre);
- l'argomentazione assiomatica, che termina con l'affermazione di un qualche precetto (es. si termina con un dogma o un principio accettato dal senso comune).

Le argomentazioni sono sostanzialmente deboli, poiché la prima è fallace, la seconda non fornisce mai una dimostrazione completa come anche la terza, poiché presuppone la veridicità di un qualche principio non dimostrato. Il Trilemma quindi rappresenta la decisione fra tre scelte ugualmente insoddisfacenti.

## La formulazione di Albert
Ciascuno di questi tre ("tri"-lemma) possibili tentativi di fornire una dimostrazione è destinato a fallire:
- Qualsiasi giustificazione rivolta a una certa affermazione dovrebbe anche giustificare se stessa, e facendolo dovrebbe giustificare la nuova giustificazione. Quindi non può esserci alcuna fine. Siamo di fronte a una situazione senza speranza di 'regressione infinita'.
- Si potrebbe provare una giustificazione con argomenti circolari, ma questo ne sacrificherebbe la validità.
- Si potrebbe pensare di fermarsi a un fatto auto-evidente, o a un principio accettato dal senso comune o ritenuto vero per il principio di autorità, ma in questo modo verrebbe meno l'intento di fornire una giustificazione.

Albert insistette nell'affermare che non c'è alcuna limitazione alle conclusioni deduttive del Münchhausen-Trilemma. Il verdetto riguarda anche le dimostrazioni induttive, casuali, trascendentali, e di qualsiasi altro tipo. Tutte quante saranno vane. Perciò risulta impossibile ottenere una qualsiasi dimostrazione. 
Una volta rinunciato all'idea classica di verità, si potrebbe interrompere il processo di giustificazioni ovunque vogliamo, presupponendo di essere pronti a pensare criticamente e ricominciare se necessario.

## Conseguenze
Questo trilemma scardinò l'idea classica dell'esistenza di una verità naturalistica assoluta fuori dalle tautologie, eliminando anche il problema della giustificazione delle teorie.
Il fallimento, espresso dal Trilemma, della dimostrazione esatta di una qualsiasi verità non tautologica, non deve condurre all'eliminazione dell'oggettività, come nel relativismo: in accordo con il criterio di verosimiglianza di Karl Popper, Albert accettò l'impossibilità da parte dell'uomo di giungere a una conoscenza assolutamente certa, ma contemporaneamente affermò la possibilità di avvicinarsi il più possibile a essa (sempre ricordando l'impossibilità della certezza) in modo asintotico, ovvero in base al controllo critico: nessun'attività conoscitiva può pretendere di sottrarsi alla critica razionale.
In definitiva, nella visione del filosofo è necessario partire da assiomi e principi indimostrabili per costruire le nostre certezze, abbandonando in questo modo ogni assolutezza nelle nostre affermazioni. Ordinariamente tali assiomi vengono tratti dall'esperienza intersoggettivamente valida, come può essere un esperimento scientifico riproducibile.